# Pachysphinx imperator
Pachysphinx imperator is een vlinder uit de familie van de pijlstaarten (Sphingidae). De wetenschappelijke naam van de soort is voor het eerst geldig gepubliceerd in 1878 door Ferdinand Strecker.